# BWF World Tour Finals
Die BWF World Tour Finals (bis 2018 BWF Super Series Finals) sind ein jährlich ausgetragenes hochrangiges Badmintonturnier. Es findet zum Jahresende statt und schließt die BWF World Tour des jeweiligen Jahres ab. Das Preisgeld der Finalrunde beträgt mindestens 500.000 US$. Die erste Ausrichtung 2007 musste jedoch aufgrund von Finanzierungsproblemen abgesagt werden. Nur die acht besten Spieler und Paarungen der Weltrangliste qualifizieren sich für die Teilnahme. Im Unterschied zu den Turnieren der World Tour wird zuerst in einem Gruppensystem mit 2 Gruppen je 4 Spielern/Paaren gespielt. Die jeweils Gruppenersten und -zweiten bestreiten dann die Halbfinale. 

## Gewinner
| Jahr | Herreneinzel    | Dameneinzel     | Herrendoppel                                   | Damendoppel                             | Mixeddoppel                                    |
| ---- | --------------- | --------------- | ---------------------------------------------- | --------------------------------------- | ---------------------------------------------- |
| 2007 | abgesagt        | abgesagt        | abgesagt                                       | abgesagt                                | abgesagt                                       |
| 2008 | Lee Chong Wei   | Zhou Mi         | Koo Kien Keat Tan Boon Heong                   | Wong Pei Tty Chin Eei Hui               | Thomas Laybourn Kamilla Rytter Juhl            |
| 2009 | Lee Chong Wei   | Wong Mew Choo   | Jung Jae-sung Lee Yong-dae                     | Wong Pei Tty Chin Eei Hui               | Joachim Fischer Nielsen Christinna Pedersen    |
| 2010 | Lee Chong Wei   | Wang Shixian    | Carsten Mogensen Mathias Boe                   | Wang Xiaoli Yu Yang                     | Zhang Nan Zhao Yunlei                          |
| 2011 | Lin Dan         | Wang Yihan      | Mathias Boe Carsten Mogensen                   | Wang Xiaoli Yu Yang                     | Zhang Nan Zhao Yunlei                          |
| 2012 | Chen Long       | Li Xuerui       | Mathias Boe Carsten Mogensen                   | Wang Xiaoli Yu Yang                     | Christinna Pedersen Joachim Fischer Nielsen    |
| 2013 | Lee Chong Wei   | Li Xuerui       | Mohammad Ahsan Hendra Setiawan                 | Christinna Pedersen Kamilla Rytter Juhl | Joachim Fischer Nielsen Christinna Pedersen    |
| 2014 | Chen Long       | Tai Tzu-ying    | Lee Yong-dae Yoo Yeon-seong                    | Misaki Matsutomo Ayaka Takahashi        | Joachim Fischer Nielsen Christinna Pedersen    |
| 2015 | Kento Momota    | Nozomi Okuhara  | Mohammad Ahsan Hendra Setiawan                 | Luo Ying Luo Yu                         | Chris Adcock Gabrielle Adcock                  |
| 2016 | Viktor Axelsen  | Tai Tzu-ying    | Goh V Shem Tan Wee Kiong                       | Chen Qingchen Jia Yifan                 | Zheng Siwei Chen Qingchen                      |
| 2017 | Viktor Axelsen  | Akane Yamaguchi | Markus Fernaldi Gideon Kevin Sanjaya Sukamuljo | Shiho Tanaka Koharu Yonemoto            | Zheng Siwei Chen Qingchen                      |
| 2018 | Shi Yuqi        | P. V. Sindhu    | Li Junhui Liu Yuchen                           | Misaki Matsutomo Ayaka Takahashi        | Wang Yilu Huang Dongping                       |
| 2019 | Kento Momota    | Chen Yufei      | Mohammad Ahsan Hendra Setiawan                 | Chen Qingchen Jia Yifan                 | Zheng Siwei Huang Yaqiong                      |
| 2020 | Anders Antonsen | Tai Tzu-ying    | Lee Yang Wang Chi-lin                          | Lee So-hee Shin Seung-chan              | Dechapol Puavaranukroh Sapsiree Taerattanachai |
| 2021 | Viktor Axelsen  | An Se-young     | Takuro Hoki Yugo Kobayashi                     | Kim So-young Kong Hee-yong              | Dechapol Puavaranukroh Sapsiree Taerattanachai |
| 2022 | Viktor Axelsen  | Akane Yamaguchi | Liu Yuchen Ou Xuanyi                           | Chen Qingchen Jia Yifan                 | Zheng Siwei Huang Yaqiong                      |
| 2023 | Viktor Axelsen  | Tai Tzu-ying    | Kang Min-hyuk Seo Seung-jae                    | Chen Qingchen Jia Yifan                 | Zheng Siwei Huang Yaqiong                      |
| 2024 | Shi Yuqi        | Wang Zhiyi      | Kim Astrup Anders Skaarup Rasmussen            | Baek Ha-na Lee So-hee                   | Zheng Siwei Huang Yaqiong                      |